# 257 Dywizja Piechoty (III Rzesza)
257 Dywizja Piechoty (niem. 257. Infanterie-Division) – niemiecka dywizja z czasów II wojny światowej, sformowana w Berlinie - Karlshorst na mocy rozkazu z 26 sierpnia 1939 roku, w 4. fali mobilizacyjnej w III Okręgu Wojskowym. W 1944 r. została rozbita pod Kiszyniowem i rozwiązana 9 października. Odtworzona 27 października jako 257 Dywizja Grenadierów Ludowych.

## Struktura organizacyjna
- Struktura organizacyjna w sierpniu 1939 roku:

457., 466. i 477. pułk piechoty, 257. pułk artylerii, 257. batalion pionierów, 257. oddział rozpoznawczy, 257. oddział przeciwpancerny, 257. oddział łączności, 257. polowy batalion zapasowy;
- Struktura organizacyjna w lipcu 1943 roku:

457., 466. i 477. pułk grenadierów, 257. pułk artylerii, 257. batalion pionierów, 257. batalion fizylierów, 257. oddział przeciwpancerny, 257. oddział łączności, 257. polowy batalion zapasowy;
- Struktura organizacyjna w październiku 1944 roku:

457., 466. i 477. pułk grenadierów, 257. pułk artylerii, 257. batalion pionierów, 257. dywizyjna kompania fizylierów, 257. oddział przeciwpancerny, 257. oddział łączności, 257. polowy batalion zapasowy;
- Struktura organizacyjna w kwietniu 1945 roku:

457., 466. i 477. pułk grenadierów, 257. pułk artylerii, 257. batalion pionierów, 257. dywizyjny batalion fizylierów, 257. oddział przeciwpancerny, 257. oddział łączności, 257. polowy batalion zapasowy;

## Dowódcy dywizji
- Generalleutnant Max von Viebahn 26 VIII 1939 – 1 III 1941;
- Generalleutnant Karl Sachs 1 III 1941 – 1 V 1942;
- Generalleutnant Karl Gümbel 1 V 1942 – 1 VI 1942;
- General Carl Püchler 1 VI 1942 – 5 XI 1943;
- General Anton Reichard Freiherr von Mauchenheim – von Bechtoldsheim  5 XI 1943 – 2 VII 1944;
- Generalmajor Friedrich Blümke 2 VII 1944 – 24 VIII 1944;
- Oberst (Generalmajor) Erich Seidel 13 X 1944 – 8 V 1945;